# Bruno Mars
Peter Gene Hernandez, bolj znan kot Bruno Mars (angleška izgovorjava /ˈmɑːrz/), ameriški glasbenik, * 8. oktober 1985, Honolulu, Havaji, ZDA

## Dosežki
- Grammy za najboljšega pop pevca in najboljši album leta
- Najboljši pop/rock pevec AMA 2012
- Prodanih je preko 130 milijonov zgoščenk po svetu (kot pevec, pisec pesmi, producent)

## Diskografija
- Doo-Wops & Hooligans (2010)
- Unorthodox Jukebox (2012)
- 24K Magic (2016)

## Filmografija
- Honeymoon in Vegas (1992)
- Rio 2 (2014)